# Handbal la Jocurile Olimpice de vară din 2024 – Calificări turneul masculin
Calificările la turneul olimpic de handbal masculin din 2024 s-au desfășurat începând din ianuarie 2023 și până în martie 2024.
 În total, douăsprezece echipe s-au calificat: țara gazdă, campioana mondială, patru campioane continentale și șase echipe din turneele olimpice de calificare.

## Sumarul calificărilor
| Modalitate de calificare                 | Data                  | Gazda          | Locuri | Calificate         |
| ---------------------------------------- | --------------------- | -------------- | ------ | ------------------ |
| Țara gazdă                               |                       |                | 1      | Franța             |
| Campionatul Mondial din 2023             | 11–29 ianuarie 2023   | Polonia Suedia | 1      | Danemarca          |
| Turneul asiatic de calificare din 2023   | 18–28 octombrie 2023  | Doha           | 1      | Japonia            |
| Jocurile Panamericane 2023               | 30 oct. – 4 nov. 2023 | Viña del Mar   | 1      | Argentina          |
| Campionatul European din 2024            | 10–28 ianuarie 2024   | Germania       | 1      | Suedia             |
| Turneul african de calificare din 2024   | 17–27 ianuarie 2024   | Cairo          | 1      | Egipt              |
| Turneele olimpice de calificare din 2024 | 14–17 martie 2024     | Granollers     | 2      | Spania · Slovenia  |
| Turneele olimpice de calificare din 2024 | 14–17 martie 2024     | Hanovra        | 2      | Croația · Germania |
| Turneele olimpice de calificare din 2024 | 14–17 martie 2024     | Tatabánya      | 2      | Norvegia · Ungaria |
| Total                                    |                       |                | 12     |                    |

## Legendă pentru modalitatea de calificare
| Modalitate de calificare | Modalitate de calificare                          | Modalitate de calificare                       |
| 0                        | calificată ca / calificată de la                  | calificată la                                  |
| ------------------------ | ------------------------------------------------- | ---------------------------------------------- |
|                          | Țară gazdă                                        | Jocurile Olimpice din 2024                     |
|                          | Campionatul Mondial din 2023                      | Jocurile Olimpice din 2024                     |
|                          | Turneele continentale de calificare din 2022–2024 | Jocurile Olimpice din 2024                     |
|                          | Campionatul Mondial din 2023                      | Turneul mondial olimpic de calificare din 2024 |
|                          | Turneele continentale de calificare din 2022–2024 | Turneul mondial olimpic de calificare din 2024 |

## Țara gazdă
- Franța

## Campionatul Mondial
Campioana mondială din 2023 s-a calificat direct la Jocurile Olimpice. Deoarece Franța, națiunea gazdă, a câștigat medalia de argint, echipele clasate pe următoarele șase locuri (locurile 3–8) au fost eligibile în principiu să participe la turneele olimpice de calificare. Dacă ulterior unele din aceste echipe s-au calificat direct la Jocurile Olimpice prin intermediul turneelor continentale, lista celor șase selecționate eligibile pentru turneele olimpice de calificare a fost extinsă de la locul 8 în jos. 
| Loc | Echipă            |
| --- | ----------------- |
| 1   | Danemarca         |
| 2   | Franța            |
| 3   | Spania            |
| 4   | Suedia            |
| 5   | Germania          |
| 6   | Norvegia          |
| 7   | Egipt             |
| 8   | Ungaria           |
| 9   | Croația           |
| 10  | Slovenia          |
| 11  | Serbia            |
| 12  | Islanda           |
| 13  | Portugalia        |
| 14  | Țările de Jos     |
| 15  | Polonia           |
| 16  | Bahrain           |
| 17  | Brazilia          |
| 18  | Muntenegru        |
| 19  | Argentina         |
| 20  | Statele Unite     |
| 21  | Belgia            |
| 22  | Qatar             |
| 23  | Capul Verde       |
| 24  | Iran              |
| 25  | Tunisia           |
| 26  | Chile             |
| 27  | Macedonia de Nord |
| 28  | Coreea de Sud     |
| 29  | Arabia Saudită    |
| 30  | Maroc             |
| 31  | Algeria           |
| 32  | Uruguay           |

## Calificări continentale

### Europa
Deoarece finala campionatului european s-a desfășurat între Franța și Danemarca, echipe deja calificate la Jocurile Olimpice (Franța ca gazdă, iar Danemarca în calitate de campioană mondială), câștigătoarea finalei mici, Suedia, a obținut calificarea directă la turneul olimpic. În plus, Portugalia și Austria, cele două echipe cel mai bine clasate care nu se calificaseră deja la olimpiadă sau la turneele olimpice de calificare, au devenit eligibile să joace la turneele olimpice de calificare.
| Loc | Echipă                |
| --- | --------------------- |
| 1   | Franța                |
| 2   | Danemarca             |
| 3   | Suedia                |
| 4   | Germania              |
| 5   | Ungaria               |
| 6   | Slovenia              |
| 7   | Portugalia            |
| 8   | Austria               |
| 9   | Norvegia              |
| 10  | Islanda               |
| 11  | Croația               |
| 12  | Țările de Jos         |
| 13  | Spania                |
| 14  | Muntenegru            |
| 15  | Cehia                 |
| 16  | Polonia               |
| 17  | Macedonia de Nord     |
| 18  | Georgia               |
| 19  | Serbia                |
| 20  | Insulele Feroe        |
| 21  | Elveția               |
| 22  | România               |
| 23  | Grecia                |
| 24  | Bosnia și Herțegovina |

|  | Ineligibilă pentru calificare la olimpiadă: Insulele Feroe nu au un comitet național olimpic recunoscut de CIO |

### America
Câștigătoarea turneului de handbal al Jocurilor Panamericane s-a calificat direct la Jocurile Olimpice. În plus, echipa clasată pe locul al 2-lea s-a calificat la turneele olimpice de calificare.
| Loc | Echipă               |
| --- | -------------------- |
| 1   | Argentina            |
| 2   | Brazilia             |
| 3   | Chile                |
| 4   | Statele Unite        |
| 5   | Uruguay              |
| 6   | Cuba                 |
| 7   | Mexic                |
| 8   | Republica Dominicană |

### Asia
11 echipe au participat la turneul asiatic de calificare, desfășurat în Sala Sporturilor Duhail din Doha, Qatar, între 18 și 28 octombrie 2023.
| Loc | Echipă                |
| --- | --------------------- |
| 1   | Japonia               |
| 2   | Bahrain               |
| 3   | Coreea de Sud         |
| 4   | Qatar                 |
| 5   | Iran                  |
| 6   | Arabia Saudită        |
| 7   | Kuweit                |
| 8   | Emiratele Arabe Unite |
| 9   | China                 |
| 10  | Kazahstan             |
| 11  | India                 |

### Africa
Campioana Africii s-a calificat direct la Jocurile Olimpice. Locurile 2 și 3 s-au calificat la turneele olimpice de calificare.
| Loc | Echipă      |
| --- | ----------- |
| 1   | Egipt       |
| 2   | Algeria     |
| 3   | Tunisia     |
| 4   | Capul Verde |
| 5   | Guineea     |
| 6   | RD Congo    |
| 7   | Maroc       |
| 8   | Angola      |
| 9   | Nigeria     |
| 10  | Camerun     |
| 11  | Gabon       |
| 12  | Libia       |
| 13  | Congo       |
| 14  | Rwanda      |
| 15  | Kenya       |
| 16  | Zambia      |

## Turneele olimpice de calificare din 2024
S-au desfășurat trei turnee olimpice de calificare, în care au jucat 12 echipe care nu se calificaseră prin intermediul celor cinci competiții menționate mai sus:
- Primele șase echipe de la campionatul mondial din 2023 care nu s-au calificat prin intermediul competițiilor continentale în care au participat.
- Pentru a fi determinat clasamentul fiecărui continent au fost luate în calcul cele mai bine clasate echipe de pe fiecare continent la Campionatul Mondial din 2023. Continentul clasat pe primul loc (Europa) a primit două locuri suplimentare în competiție. Continentele clasate pe locurile al doilea (Africa), al treilea (Asia) și al patrulea (America) au primit câte un loc fiecare. Ultimul loc ar fi aparținut unei echipe din Oceania, dacă  aceasta s-ar fi clasat pe unul din locurile 8–12 la campionatul mondial, însă deoarece nici o echipă din Oceania nu a îndeplinit această condiție, continentului clasat pe locul al doilea în ierarhie i-a fost atribuit locul Oceaniei. Echipele deja calificate la olimpiadă prin intermediul campionatului mondial nu au fost luate în calcul la distribuția locurilor cu ajutorul criteriului continental.
- Cele 12 echipe au fost alocate în trei grupe de câte patru echipe. Echipele clasate pe primele două locuri în fiecare grupă s-au calificat la Jocurile Olimpice din 2024.

Țările gazdă au fost anunțate pe 2 februarie 2024.
| Turneul olimpic de calificare 1                                                                                        | Turneul olimpic de calificare 2                                                                                         | Turneul olimpic de calificare 3                                                                                            |
| --- | --- | --- |
| - Locul 3 la CM 2023: Spania - Locul 10 la CM 2023: Slovenia - Locul 2 în Asia: Bahrain - Locul 2 în America: Brazilia | - Locul 5 la CM 2023: Germania - Locul 9 la CM 2023: Croația - Locul 2 în Africa: Algeria - Locul 8 la CE 2024: Austria | - Locul 6 la CM 2023: Norvegia - Locul 8 la CM 2023: Ungaria - Locul 7 la CE 2022: Portugalia - Locul 3 în Africa: Tunisia |

Programul detaliat al partidelor a fost făcut public pe 21 februarie 2024.

### Arbitrii
Arbitrii au fost anunțați pe 27 februarie 2024.
| Turneul 1 | Turneul 1                               |
| --------- | --------------------------------------- |
| Algeria   | Youcef Belkhiri Sid Ali Hamidi          |
| Cehia     | Václav Horáček Jiří Novotný             |
| Franța    | Julie Bonaventura Charlotte Bonaventura |
| Ungaria   | Ádám Bíró Olivér Kiss                   |

| Turneul 2 | Turneul 2                    |
| --------- | ---------------------------- |
| Argentina | Sebastián Lenci Julián López |
| Danemarca | Mads Hansen Jesper Madsen    |
| Norvegia  | Havard Kleven Lars Jørum     |
| Spania    | Ignacio García Andreu Marín  |

| Turneul 3         | Turneul 3                       |
| ----------------- | ------------------------------- |
| Germania          | Robert Schulze Tobias Tönnies   |
| Muntenegru        | Ivan Pavićević Milos Ražnatović |
| Macedonia de Nord | Gjorgji Nacevski Slave Nikolov  |
| Slovenia          | Bojan Lah David Sok             |

### Turneul olimpic de calificare 1
Turneul s-a desfășurat la Granollers, în Spania.
Clasament
| Loc | Echipa     | MJ | V | E | Î | GM | GP | DG  | Pct | Calificare                 |
| --- | ---------- | -- | - | - | - | -- | -- | --- | --- | -------------------------- |
| 1   | Spania (H) | 3  | 3 | 0 | 0 | 99 | 75 | +24 | 6   | Jocurile Olimpice din 2024 |
| 2   | Slovenia   | 3  | 2 | 0 | 1 | 81 | 84 | −3  | 4   | Jocurile Olimpice din 2024 |
| 3   | Brazilia   | 3  | 1 | 0 | 2 | 77 | 79 | −2  | 2   |                            |
| 4   | Bahrain    | 3  | 0 | 0 | 3 | 77 | 96 | −19 | 0   |                            |

Partide
Orele de mai jos sunt cele locale (UTC+1).
| 14 martie 2024 18:30 | Spania              | 39 – 27 | Bahrain | Palau d'Esports, Granollers Asistență: 2132 Arbitri: Bíró, Kiss |
| 14 martie 2024 18:30 | Fernández Jiménez 8 | (18–11) | Eid 7   | Palau d'Esports, Granollers Asistență: 2132 Arbitri: Bíró, Kiss |
| 14 martie 2024 18:30 | 2×                  | Raport  | 2×      | Palau d'Esports, Granollers Asistență: 2132 Arbitri: Bíró, Kiss |

| 14 martie 2024 21:00 | Slovenia | 27 – 26 | Brazilia         | Palau d'Esports, Granollers Asistență: 1968 Arbitri: Belkhiri, Hamidi |
| 14 martie 2024 21:00 | Janc 7   | (13–12) | Monte da Silva 5 | Palau d'Esports, Granollers Asistență: 1968 Arbitri: Belkhiri, Hamidi |
| 14 martie 2024 21:00 | 4× 2×    | Raport  | 2×               | Palau d'Esports, Granollers Asistență: 1968 Arbitri: Belkhiri, Hamidi |

| 15 martie 2024 18:30 | Bahrain | 24 – 25 | Brazilia    | Palau d'Esports, Granollers Asistență: 1980 Arbitri: Bonaventura, Bonaventura |
| 15 martie 2024 18:30 | Habib 6 | (14–11) | Hackbarth 6 | Palau d'Esports, Granollers Asistență: 1980 Arbitri: Bonaventura, Bonaventura |
| 15 martie 2024 18:30 | 4×      | Raport  | 1×          | Palau d'Esports, Granollers Asistență: 1980 Arbitri: Bonaventura, Bonaventura |

| 15 martie 2024 21:00 | Spania       | 32 – 22 | Slovenia | Palau d'Esports, Granollers Asistență: 5500 Arbitri: Horáček, Novotný |
| 15 martie 2024 21:00 | Garciandia 6 | (20–13) | Bombač 5 | Palau d'Esports, Granollers Asistență: 5500 Arbitri: Horáček, Novotný |
| 15 martie 2024 21:00 | 5×           | Raport  | 5× 1×    | Palau d'Esports, Granollers Asistență: 5500 Arbitri: Horáček, Novotný |

| 17 martie 2024 15:15 | Slovenia | 32 – 26 | Bahrain | Palau d'Esports, Granollers Asistență: 1744 Arbitri: Bíró, Kiss |
| 17 martie 2024 15:15 | Vlah 8   | (17–12) | Eid 5   | Palau d'Esports, Granollers Asistență: 1744 Arbitri: Bíró, Kiss |
| 17 martie 2024 15:15 | 4× 1×    | Raport  | 3×      | Palau d'Esports, Granollers Asistență: 1744 Arbitri: Bíró, Kiss |

| 17 martie 2024 17:45 | Brazilia | 26 – 28 | Spania | Palau d'Esports, Granollers Asistență: 5920 Arbitri: Bonaventura, Bonaventura |
| 17 martie 2024 17:45 | Silva 5  | (14–14) | Solé 7 | Palau d'Esports, Granollers Asistență: 5920 Arbitri: Bonaventura, Bonaventura |
| 17 martie 2024 17:45 | 3×       | Raport  | 4×     | Palau d'Esports, Granollers Asistență: 5920 Arbitri: Bonaventura, Bonaventura |

### Turneul olimpic de calificare 2
Turneul s-a desfășurat la Hanovra, în Germania.
Clasament
| Loc | Echipa       | MJ | V | E | Î | GM  | GP  | DG  | Pct | Calificare                 |
| --- | ------------ | -- | - | - | - | --- | --- | --- | --- | -------------------------- |
| 1   | Croația      | 3  | 3 | 0 | 0 | 102 | 81  | +21 | 6   | Jocurile Olimpice din 2024 |
| 2   | Germania (H) | 3  | 2 | 0 | 1 | 105 | 93  | +12 | 4   | Jocurile Olimpice din 2024 |
| 3   | Austria      | 3  | 1 | 0 | 2 | 101 | 95  | +6  | 2   |                            |
| 4   | Algeria      | 3  | 0 | 0 | 3 | 77  | 116 | −39 | 0   |                            |

Partide
Orele de mai jos sunt cele locale (UTC+2).
| 14 martie 2024 17:45 | Germania  | 41–29   | Algeria | ZAG-Arena, Hanovra Asistență: 10099 Arbitri: Lenci, López |
| 14 martie 2024 17:45 | Uščins 10 | (16–13) | Abdi 8  | ZAG-Arena, Hanovra Asistență: 10099 Arbitri: Lenci, López |
| 14 martie 2024 17:45 | 2×        | Raport  | 3× 1×   | ZAG-Arena, Hanovra Asistență: 10099 Arbitri: Lenci, López |

| 14 martie 2024 20:15 | Croația      | 35 – 29 | Austria | ZAG-Arena, Hanovra Asistență: 10099 Arbitri: Kleven, Jørum |
| 14 martie 2024 20:15 | Martinović 9 | (16–16) | Bilyk 8 | ZAG-Arena, Hanovra Asistență: 10099 Arbitri: Kleven, Jørum |
| 14 martie 2024 20:15 | 1×           | Raport  | 3×      | ZAG-Arena, Hanovra Asistență: 10099 Arbitri: Kleven, Jørum |

| 16 martie 2024 14:30 | Germania | 30 – 33 | Croația      | ZAG-Arena, Hanovra Asistență: 10099 Arbitri: García, Marín |
| 16 martie 2024 14:30 | Uščins 8 | (10–16) | Martinović 8 | ZAG-Arena, Hanovra Asistență: 10099 Arbitri: García, Marín |
| 16 martie 2024 14:30 | 3× 1×    | Raport  | 4× 2×        | ZAG-Arena, Hanovra Asistență: 10099 Arbitri: García, Marín |

| 16 martie 2024 17:30 | Algeria   | 26 – 41 | Austria   | ZAG-Arena, Hanovra Asistență: 10099 Arbitri: Hansen, Madsen |
| 16 martie 2024 17:30 | Berkous 9 | (13–20) | Frimmel 8 | ZAG-Arena, Hanovra Asistență: 10099 Arbitri: Hansen, Madsen |
| 16 martie 2024 17:30 | 1×        | Raport  | 1×        | ZAG-Arena, Hanovra Asistență: 10099 Arbitri: Hansen, Madsen |

| 17 martie 2024 14:10 | Austria   | 31 – 34 | Germania         | ZAG-Arena, Hanovra Asistență: 10099 Arbitri: Hansen, Madsen |
| 17 martie 2024 14:10 | Božović 7 | (15–18) | Köster, Uščins 8 | ZAG-Arena, Hanovra Asistență: 10099 Arbitri: Hansen, Madsen |
| 17 martie 2024 14:10 | 3×        | Raport  | 3× 1×            | ZAG-Arena, Hanovra Asistență: 10099 Arbitri: Hansen, Madsen |

| 17 martie 2024 16:45 | Croația  | 34 – 22 | Algeria | ZAG-Arena, Hanovra Asistență: 10099 Arbitri: Lenci, López |
| 17 martie 2024 16:45 | Glavaš 9 | (15–11) | Abdi 8  | ZAG-Arena, Hanovra Asistență: 10099 Arbitri: Lenci, López |
| 17 martie 2024 16:45 | 1×       | Raport  | 3×      | ZAG-Arena, Hanovra Asistență: 10099 Arbitri: Lenci, López |

### Turneul olimpic de calificare 3
Turneul s-a desfășurat la Tatabánya, în Ungaria.
Clasament
| Loc | Echipa      | MJ | V | E | Î | GM  | GP  | DG  | Pct | Calificare                 |
| --- | ----------- | -- | - | - | - | --- | --- | --- | --- | -------------------------- |
| 1   | Norvegia    | 3  | 3 | 0 | 0 | 102 | 78  | +24 | 6   | Jocurile Olimpice din 2024 |
| 2   | Ungaria (H) | 3  | 2 | 0 | 1 | 88  | 80  | +8  | 4   | Jocurile Olimpice din 2024 |
| 3   | Portugalia  | 3  | 1 | 0 | 2 | 93  | 91  | +2  | 2   |                            |
| 4   | Tunisia     | 3  | 0 | 0 | 3 | 77  | 111 | −34 | 0   |                            |

Partide
Orele de mai jos sunt cele locale (UTC+2).
| 14 martie 2024 18:30 | Norvegia        | 32 – 29 | Portugalia | Multifunkcionális Sportcsarnok, Tatabánya Asistență: 2640 Arbitri: Lah, Sok |
| 14 martie 2024 18:30 | Lyse, Sagosen 6 | (18–13) | Frade 8    | Multifunkcionális Sportcsarnok, Tatabánya Asistență: 2640 Arbitri: Lah, Sok |
| 14 martie 2024 18:30 | 6×              | Raport  | 5×         | Multifunkcionális Sportcsarnok, Tatabánya Asistență: 2640 Arbitri: Lah, Sok |

| 14 martie 2024 21:00 | Ungaria | 33 – 24 | Tunisia         | Multifunkcionális Sportcsarnok, Tatabánya Asistență: 4975 Arbitri: Pavićević, Ražnatović |
| 14 martie 2024 21:00 | Lékai 6 | (17–10) | trei jucători 4 | Multifunkcionális Sportcsarnok, Tatabánya Asistență: 4975 Arbitri: Pavićević, Ražnatović |
| 14 martie 2024 21:00 | 5×      | Raport  | 6× 1×           | Multifunkcionális Sportcsarnok, Tatabánya Asistență: 4975 Arbitri: Pavićević, Ražnatović |

| 16 martie 2024 17:00 | Portugalia | 37 – 29 | Tunisia         | Multifunkcionális Sportcsarnok, Tatabánya Asistență: 3000 Arbitri: Schulze, Tönnies |
| 16 martie 2024 17:00 | Frade 6    | (18–12) | trei jucători 4 | Multifunkcionális Sportcsarnok, Tatabánya Asistență: 3000 Arbitri: Schulze, Tönnies |
| 16 martie 2024 17:00 | 2×         | Raport  | 1×              | Multifunkcionális Sportcsarnok, Tatabánya Asistență: 3000 Arbitri: Schulze, Tönnies |

| 16 martie 2024 19:30 | Norvegia   | 29 – 25 | Ungaria          | Multifunkcionális Sportcsarnok, Tatabánya Asistență: 6000 Arbitri: Nacevski, Nikolov |
| 16 martie 2024 19:30 | Grøndahl 8 | (16–13) | patru jucători 3 | Multifunkcionális Sportcsarnok, Tatabánya Asistență: 6000 Arbitri: Nacevski, Nikolov |
| 16 martie 2024 19:30 | 5× 1×      | Raport  | 4×               | Multifunkcionális Sportcsarnok, Tatabánya Asistență: 6000 Arbitri: Nacevski, Nikolov |

| 17 martie 2024 18:30 | Tunisia | 24 – 41 | Norvegia    | Multifunkcionális Sportcsarnok, Tatabánya Asistență: 3500 Arbitri: Pavićević, Ražnatović |
| 17 martie 2024 18:30 | Rzig 7  | (12–20) | Barthold 11 | Multifunkcionális Sportcsarnok, Tatabánya Asistență: 3500 Arbitri: Pavićević, Ražnatović |
| 17 martie 2024 18:30 | 2×      | Raport  | 3×          | Multifunkcionális Sportcsarnok, Tatabánya Asistență: 3500 Arbitri: Pavićević, Ražnatović |

| 17 martie 2024 21:00 | Ungaria | 30 – 27 | Portugalia | Multifunkcionális Sportcsarnok, Tatabánya Asistență: 6000 Arbitri: Schulze, Tönnies |
| 17 martie 2024 21:00 | Imre 9  | (16–16) | Portela 6  | Multifunkcionális Sportcsarnok, Tatabánya Asistență: 6000 Arbitri: Schulze, Tönnies |
| 17 martie 2024 21:00 | 3× 1×   | Raport  | 4× 1×      | Multifunkcionális Sportcsarnok, Tatabánya Asistență: 6000 Arbitri: Schulze, Tönnies |